# Westafrikanische Wirtschafts- und Währungsunion
Die Westafrikanische Wirtschafts- und Währungsunion (frz. Union économique et monétaire ouest-africaine, abgekürzt UEMOA) ist ein Zusammenschluss von acht hauptsächlich frankophonen (nur Guinea-Bissau ist portugiesischsprachig) westafrikanischen Staaten.

## Geschichte
Die UEMOA wurde am 10. Januar 1994 in Dakar (Senegal) mittels der Unterzeichnung eines Vertrags durch die Staats- und Regierungschefs von 7 Ländern der Region: Benin; Burkina Faso; Côte d’Ivoire; Mali; Niger; Senegal; Togo. Sitz ist in Ouagadougou. Guinea-Bissau wurde am 2. Mai 1997 der 8. Mitgliedstaat. Im Januar 1995 nahm die Organisation ihre Tätigkeit auf. Die Gründung erfolgte als Reaktion auf die Abwertung des CFA-Franc am 11. Januar 1994. Mit der Unterzeichnung des UEMOA-Vertrags bekundeten die ursprünglichen 7 Mitgliedstaaten ihre Absicht, die seit dem 12. Mai 1962 zwischen ihnen bestehende Union monétaire Ouest africaine (UMOA) zu einer Wirtschafts- und Währungsunion zu vervollständigen. In dieser Hinsicht ergänzt und vervollständigt die UEMOA die Arbeit der UMOA und ersetzt die UDEAO (Union douanière économique des Etats de l'Afrique de l'Ouest), die am 9. Juni 1959 gegründet und nach Inkrafttreten des Vertrags von Abidjan am 1. Januar 1974 als CDEAO (Communauté économique de l'Afrique de l'Ouest) neu organisiert worden war. Die gemeinsame Währungszone wurde im Januar 2000 ins Leben gerufen. Die Mitgliedstaaten sind auch Mitglieder des PAZF (Pays africains de la Zone franc). Im Anschluss an den Konvergenzprozess sollte eine Fusion zwischen der ersten Währungszone UEMOA und der Westafrikanischen Währungszone (WAMZ) zur Schaffung einer einheitlichen Währungszone der ECOWAS ausgehandelt werden.
Die Westafrikanische Zentralbank (BCEAO) ist die Währungsbehörde für die Gemeinsame Währung CFA-Franc BCEAO in der Westafrikanischen Währungsunion (UMOA).
Mit der Westafrikanischen Zollunion – Tarif Extérieur Commun (TEC) – ist zum 1. Januar 2015 eine neue Zollunion gegründet worden. Sie ersetzt die nationalen Gesetzgebungen und die Zollunion der westafrikanischen Wirtschafts- und Währungsgemeinschaft UEMOA.

## Mitglieder
| Mitglied       | Beitritt |
| -------------- | -------- |
| Benin          | 1994     |
| Burkina Faso   | 1994     |
| Elfenbeinküste | 1994     |
| Mali           | 1994     |
| Niger          | 1994     |
| Senegal        | 1994     |
| Togo           | 1994     |
| Guinea-Bissau  | 1997     |

## Organisation

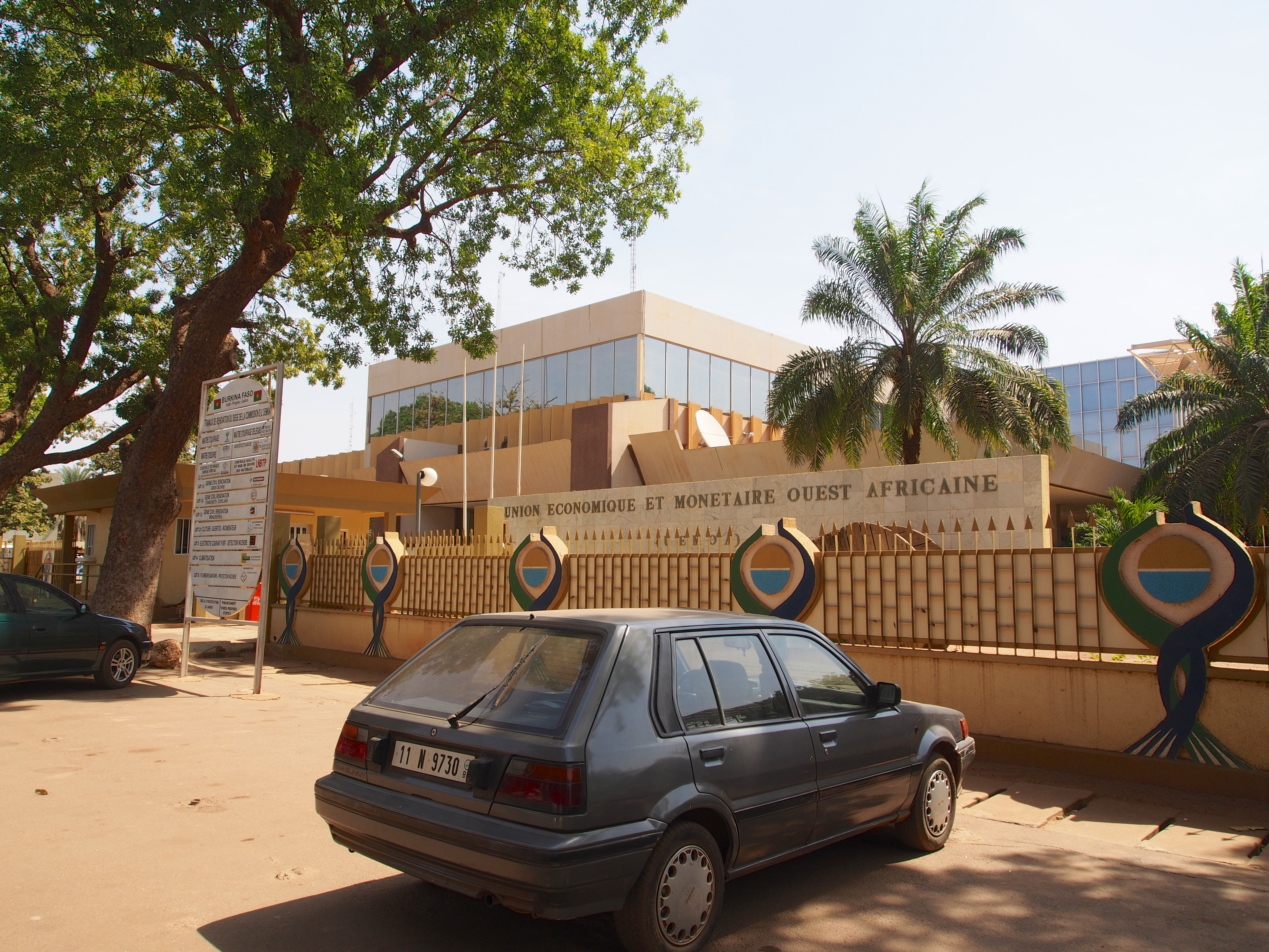
Der Sitz der UEMOA in Ouagadougou

Die Zentralbank der UEMOA ist die Westafrikanische Zentralbank (BCEAO) mit Sitz in Dakar (Senegal). Weitere Institutionen sind das 1998 eingesetzte Interparlamentarische Komitee, ein Gerichtshof und eine gemeinsame Wertpapierbörse in Abidjan (Elfenbeinküste). Seit 2000 entstand ferner ein integrierter regionaler Markt, der allerdings unterschiedlich starken Nutzen für die Mitgliedstaaten bietet.
Die wirtschaftliche Integration ist noch recht schwach; der Binnenmarkt hat nur einen Anteil von rund 11 % am gesamten Außenhandel. Etwa 60 % der Ein- und Ausfuhren der UEMOA werden mit Europa abgewickelt, weshalb die Abhängigkeit dementsprechend groß ist. Entsprechend empfindlich reagiert die Wirtschaft auf externe Schocks, vor allem an den Rohstoffmärkten. Auch innerhalb der Union gibt es große Differenzen in den wirtschaftlichen Strukturen und den Einkommensniveaus, besonders zwischen wohlhabenderen Ländern an der Küste und denen in der Sahelzone.
Die Länder der UEMOA sind auch Teil der Westafrikanischen Wirtschaftsgemeinschaft (ECOWAS). Eine weitere Währungsunion ist die Zentralafrikanische Wirtschafts- und Währungsgemeinschaft (CEMAC).